# العلاقات الأوزبكستانية الكورية الشمالية
العلاقات الأوزبكستانية الكورية الشمالية هي العلاقات الثنائية التي تجمع بين أوزبكستان وكوريا الشمالية.

## مقارنة بين البلدين
هذه مقارنة عامة ومرجعية للدولتين:
| وجه المقارنة                                              | أوزبكستان       | كوريا الشمالية                        |
| --------------------------------------------------------- | --------------- | ------------------------------------- |
| المساحة (كم2)                                             | 448.98 ألف      | 120.54 ألف                            |
| عدد السكان (نسمة)                                         | 32.39 مليون     | 25.49 مليون                           |
| الكثافة السكانية (ن./كم²)                                 | 72.14           | 211.47                                |
| العاصمة                                                   | طشقند           | بيونغيانغ                             |
| اللغة الرسمية                                             | اللغة الأوزبكية | لغة كوريا الشمالية القياسية ‏          |
| العملة                                                    | سوم أوزبكستاني  | وون كوري شمالي                        |
| الناتج المحلي الإجمالي (بليون دولار)                      | 48.72 مليار     |                                       |
| الناتج المحلي الإجمالي (تعادل القوة الشرائية) بليون دولار | 190.50 مليار    |                                       |
| الناتج المحلي الإجمالي الاسمي للفرد دولار أمريكي          | 2.13 ألف        |                                       |
| الناتج المحلي الإجمالي للفرد دولار أمريكي                 | 5.57 ألف        |                                       |
| مؤشر التنمية البشرية                                      | 0.675           |                                       |
| رمز المكالمات الدولي                                      | +998            | +850                                  |
| رمز الإنترنت                                              | .uz             | .kp                                   |
| المنطقة الزمنية                                           | ت ع م+05:00     | ت ع م+08:30، ت ع م+08:30، ت ع م+09:00 |

## منظمات دولية مشتركة
يشترك البلدان في عضوية مجموعة من المنظمات الدولية، منها:
| علم المنظمة | اسم المنظمة              | تاريخ انضمام أوزبكستان | تاريخ انضمام كوريا الشمالية |
| ----------- | ------------------------ | ---------------------- | --------------------------- |
|             | يونسكو                   | 26 أكتوبر 1993         | 18 أكتوبر 1974              |
|             | الاتحاد البريدي العالمي  | ?                      | ?                           |
|             | الأمم المتحدة            | 2 مارس 1992            | 17 سبتمبر 1991              |
|             | الاتحاد الدولي للاتصالات | 10 يوليو 1992          | ?                           |

## وصلات خارجية
- موقع وزارة الخارجية الأوزبكستانية
- موقع وزارة الخارجية الكورية الشمالية